# Stiletto (1969)
Stiletto ist ein US-amerikanischer Kriminalfilm des Regisseurs Bernard L. Kowalski aus dem Jahr 1969, der auf dem gleichnamigen Roman von Harold Robbins basiert.

## Handlung
Cesare Cardinali ist ein aufstrebender Autohändler und Playboy in New York. Für den Mafiaboss Emilio Matteo arbeitet er als Vertragskiller, seine Opfer pflegt er mit einem Stilett zu erstechen. Cardinali steht in Matteos Schuld, der ihm vor Jahren in Italien das Leben gerettet hat. Cardinali hat einen neuen Auftrag und beobachtet in einem Nachtclub sein Opfer. Währenddessen versucht der Bezirksstaatsanwalt Frank Simpson Matteo und zwei weitere Mafiamitglieder anzuklagen. Matteo wird jedoch freigelassen und beauftragt Cardinali zwei mögliche Zeugen zu beseitigen. Cardinali erledigt seinen Auftrag und folgt Matteo, der nach Italien ausgewiesen wurde. Dort will er sich von Matteo trennen, weil er seine Schuld getilgt glaubt. Doch Matteo will seinen Killer nicht verlieren.
Simpsons Stellvertreter George Baker findet Beweise, die auf Cardinali als Mörder hinweisen. Um auf eigene Faust weiter ermitteln zu können, kündigt er seine Stellung. Cardinali kehrt in die USA zurück und stellt fest, dass er von der Mafia zum Tode verurteilt wurde. Nur Matteo ist seine einzige Hoffnung. Cardinali schickt seine Frau Illeana nach Italien, um Matteo zu alarmieren. Am Flughafen wird sie von Baker abgepasst und verhört. Erst als Baker über Cardinalis Situation Bescheid weiß, darf sie in das Flugzeug.
Illeana kann Matteo dazu bringen, sich mit Cardinali in Puerto Rico zu treffen. Don Andrea, das Oberhaupt der New Yorker Mafia, befiehlt, Cardinali zu töten, da er nicht mehr nützlich sei. Cardinali hält sich in Harlem bei seiner Freundin Ahn Dessie auf. Mafiakiller greifen an und töten Ahn, Cardinali kann jedoch nach Puerto Rico entkommen. Baker, der Illeanas Telefon abgehört hat, folgt ihm und wird Zeuge des Treffens. Zu spät bemerkt er den mit einem Gewehr bewaffneten Attentäter, der Cardinali erschießt. Baker tötet Matteo und wird dann von dem Attentäter getötet.

## Kritik
Das Lexikon des internationalen Films beschreibt den Film als "vom Thema her nicht uninteressanter Krimi, der in aufgesetzt wirkendem Prunk und in Nebensächlichkeiten erstickt und brutale Szenen unnötig kraß ausspielt."
Howard Thompson von der New York Times schreibt, der Film habe keinen Standpunkt und keine Gnade. Aber was wie eine harte Lektion in Sachen Mafiaterror beginne, verwandle sich in eine lahme, konventionelle Verfolgungsjagd, die mit den schmalzigsten Western wetteifere.
Überwiegend positiv urteilt der Evangelische Film-Beobachter: Nach einem Bestseller von Harold Robbins gedreht, zeigt der Film gute schauspielerische Leistungen und eine spannende Handlung. Der pessimistische Ausgang sollte wohl das US-Publikum nachdenklich stimmen. Für Freunde des harten Krimis.

## Hintergrund
Die Uraufführung fand am 30. Juli 1969 statt. In Deutschland erschien der Film erstmals am 25. Juni 1970. Gedreht wurde in New York und Puerto Rico.
In kleinen Nebenrollen sind Olympia Dukakis, Charles Durning (in seiner ersten Spielfilmrolle), Raúl Juliá (Filmdebüt) und M. Emmet Walsh (zweiter Kinoauftritt) zu sehen.